# Syřidlo
Syřidlo je látka, která při výrobě sýrů způsobuje srážení mléka.

## Původ
- Živočišný – enzym chymosin je přítomen v žaludečních šťávách knihy a bachoru telat, kůzlat a ovcí v laktační době.
- Rostlinný – výtažek z rostlin – například ze svízele syřišťového.
- Mikrobiální – enzymatické mikrobiální srážení chemického původu (např. enzym Rhizomucor miehei, Rhizomucor pusicllus, Mucor miehei).

## Princip
Aktivním principem sýření je proteolytický trávicí enzym chymosin. Slouží ke srážení mléka v žaludku mláďat. Chymosin působí na specifickou část proteinů v mléce (kasein Kappa) a rozkládá je. Dochází tak k destabilizaci struktury bílkovin mléka, a tím k jeho srážení.
Podle druhu sýru a sýrařských technologií sýrař použije syřidlo s různým obsahem chymosinu. Bílkoviny mléka se rozloží na různé štěpné produkty – aminokyseliny a peptidy. Složení bílkovin sýra závisí na délce zrání sýra a na použitých mikroorganismech při něm působících. Někteří vegetariáni nekonzumují sýry, které mohou obsahovat syřidla živočišného původu. Proto jsou v některých zemích (např. Velká Británie) sýry označeny za vegetariánské, pokud bylo při výrobě s jistotou použito syřidlo rostlinné či mikrobiální.